# Lilians weidespreeuw
Lilians weidespreeuw (Sturnella lilianae) is een zangvogel uit de familie  Icteridae (troepialen). De vogel werd in 1930 door de Amerikaanse vogelkundige Harry Church Oberholser als ondersoort van de witkaakweidespreeuw (S. magna lilianae) beschreven. De wetenschappelijke naam is een eerbetoon aan Lilian Hanna Baldwin, de echtgenote van een Amerikaanse senator. Op grond van onderzoek gepubliceerd in tussen 1995 en 2021, waaruit bleek dat er grote verschillen zijn in geluid, erfelijke eigenschappen (DNA-onderzoek) en biometrie, is dit taxon afgesplitst als soort.

## Verspreiding en ondersoorten
- S. l. lilianae: de zuidwestelijke Verenigde Staten en noordwestelijk Mexico.
- S. l. auropectoralis: het westelijke deel van Midden-Mexico.